# São Benedito do Sul
São Benedito do Sul est une municipalité brésilienne située dans l'État du Pernambouc.